# Мошвешве I

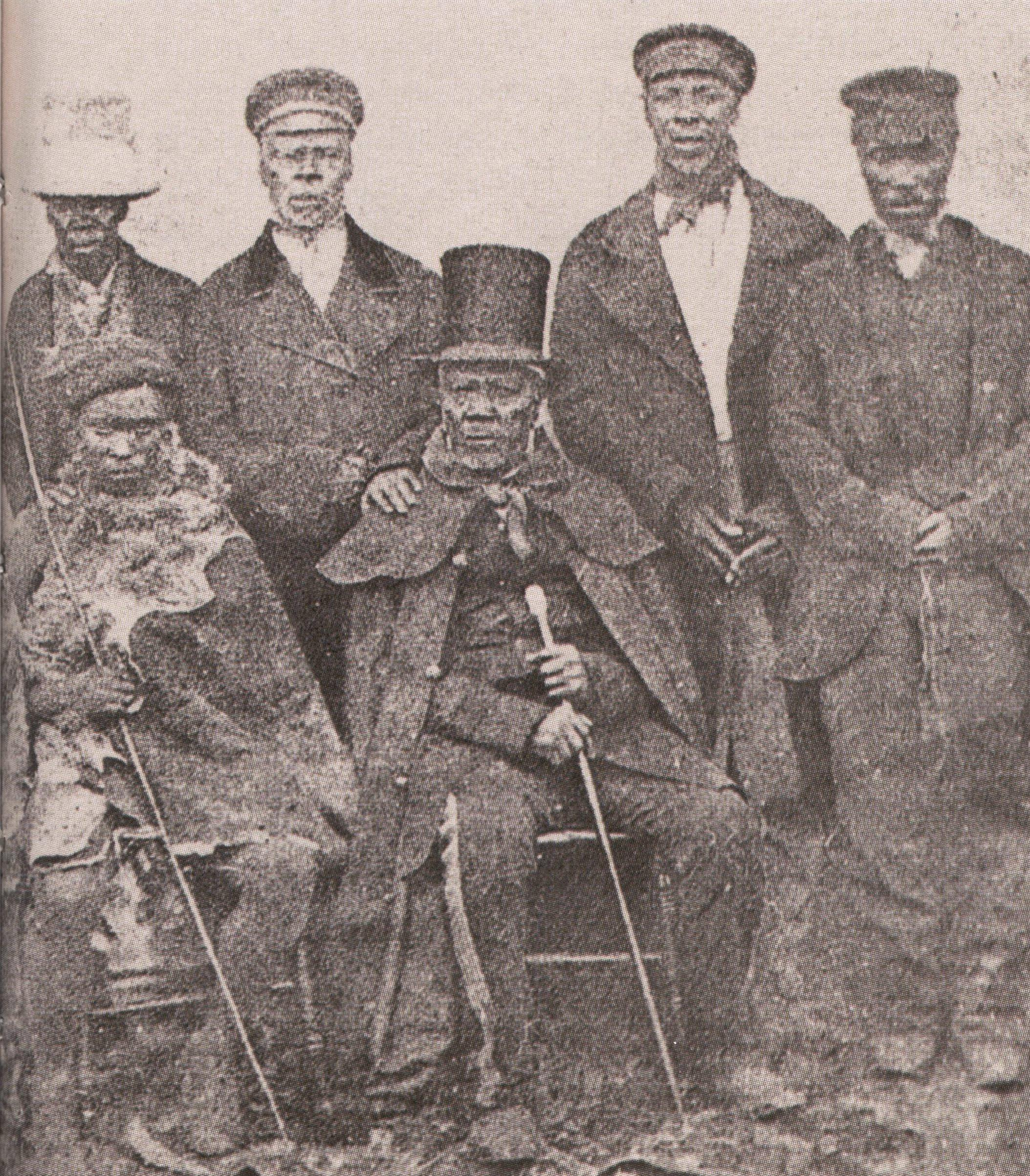
Король Мошвешве со своими министрами

Мошвешве I (Мошеш, Мшвешве) (сесото Moshoeshoe) (?1786—11 марта 1870) — вождь народа сото (басуто), объединивший их против британских и бурских колонистов, а также завоевателей, бежавших от растущей мощи зулусов на востоке. Королевство Мошвешве стало ядром современного Лесото.
Мошвешве, старший сын Мокачане, мелкого вождя из династии Котели (Бакотели), родился в Менкваненге, на севере нынешнего Лесото. В юности он помог отцу получить власть над несколькими более мелкими кланами. В 34 года Мошвешве создал собственный клан и стал вождём, поселившись в окрестностях горы Бута-Буте.

## Вождь
Мошвешве родился в 1787 или 1786 году, во время голода, и сначала получил имя Лепоко («лишения»). Родители с детства воспитывали Лепоко как будущего вождя и политика. Он стал настоящим лидером, когда отправился в карательный рейд против одного скотокрада, и успешно отбил у него сотни голов скота. Тогда он и получил имя Мошвешве («брадобрей»), так как, по слухам, сбрил бороду своего противника.
Правление Мошвешве совпало с ростом могущества зулусов под предводительством Шаки. В начале XIX века Шака начал завоёвывать мелкие кланы по восточному берегу, включая в своё растущее королевство, и многие вожди бежали от него, что привело к периоду войн и волнений, известному как Мфекане (или Дифакане на сесото). Захватчики-нгуни стали угрожать сото, жившим во внутренних районах страны, и Мошвешве был вынужден оставить Бута-Буте и переехать на плато Килване. Позже это место получило название Таба-Босиу, «гора ночи», потому что считали, будто оно увеличивается ночью и уменьшается днём. Враги так и не смогли захватить эту крепость.

## Дипломат
Как дипломат Мошвешве отличался тем, что великодушно относился к побеждённым. Он предоставлял им землю и защиту, укрепляя тем самым свою власть над сото, по мере того как беженцы интегрировались в его народ.
К середине XIX века Мошвешве укрепил власть сото в Басутоленде и стал известен как Morena e Moholo (Великий вождь) и Morena oa Basotho (Король басуто).
Мошвешве полагал, что ему нужно огнестрельное оружие (которым обладали голландские поселенцы в Капской колонии, а также услуги белого советника: от других племён он много слышал о пользе, приносимой миссионерами. Мошвешве провёл переговоры с Парижским обществом евангельской миссии, выбрав государство, не имевшее претензий на земли в Южной Африке. Вскоре прибыли три представителя Общества: Эжен Касалис, Констан Госселен и Томас Арбуссе.
С 1837 по 1855 году Касалис был для Мошвешве министром иностранных дел, помогавшим королю устанавливать отношения с врагами. Кроме того, Касалис служил для Мошвешве переводчиком при общении с белыми и описал язык сесото.
В конце 1830-х годов буры из Капской колонии появились на западных границах Басутоленда и стали требовать земель. Лидером первых бурских поселенцев был Ян де Виннар, поселившийся в области Матлакенг в мае-июне 1830 года. Прибывавшие фермеры-буры пытались захватить междуречье Оранжевой и Каледона (Мохокаре), утверждая, будто сото оставили эту землю. Мошвешве, узнав об этом, объявил, что «земля, которую они заняли, принадлежала мне, но я не возражал против того, чтобы их стада там паслись до тех пор, пока они не смогли бы двинуться дальше, и при том условии, что они жили бы в мире с моим народом и признавали мою власть».
Касалис позже заметил, что буры, пока их было немного, попросили о временных правах, но позже, когда почувствовали себя «достаточно сильными, чтобы сбросить маску», потребовали для себя всей земли.
Следующие 30 лет стали для Мошвешве годами постоянной войны.

## Конфликты
Мошвешве подписал договор с британским губернатором Дж. Т. Нэпиром. Среди условий договора было и присоединение к британским владениям небольшого участка земли, заселённого бурами и известного как Колония Оранжевой реки. Буры выступили против этого решения, но в 1848 году были побеждены. После этого поселенцы затаили обиду и на британскую администрацию, и на сото.
Война разразилась в 1851 году. Сото нанесли британской армии поражение у Конояны и отразили ещё одну атаку в следующем году. Сразу после этого Мошвешве отправил послов к британскому командиру и подписал мирный договор. После победы над тлока в 1853 году Мошвешве добился мира на своих границах.
В 1854 году британцы вывели свои войска из региона, что фактически привело к созданию двух независимых государств: бурской Оранжевой республики и королевства сото.
В 1858 году Мошвешве победил в войне с Оранжевой республикой, но в 1865-м потерял большую часть западных равнин. Последняя война в 1867 году окончилась только после того, как британская колониальная администрация и Мошвешве обратились к королеве Виктории, и та согласилась сделать Басутоленд британским протекторатом. Британцы хотели приостановить продвижение буров, а Мошвешве понимал, что не сможет слишком долго держаться против поселенцев.
В 1869 году Мошвешве подписал с британцами договор в Аливале, определявший границы Басутоленда (позже Лесото), с тех пор неизменные. Плодородные земли к западу от Календона остались за бурами, что фактически вдвое уменьшило территорию королевства Мошвешве.